# To vlemma tou Odyssea
To vlemma tou Odyssea (em grego:  Το βλέμμα του Οδυσσέα; bra: Um Olhar a Cada Dia; prt: O Olhar de Ulisses) é um filme greco-franco-ítalo-teuto-britânico de 1995, dos gêneros drama e guerra, dirigido por Theo Angelopoulos com roteiro de Tonino Guerra, Petros Markaris, Giorgio Silvagni e do próprio diretor baseado na Odisseia, de Homero, e trilha sonora de Eleni Karaindrou.

## Sinopse
Um exilado cineasta grego, retorna à Grécia e inicia uma jornada através dos destruídos Bálcãs, com a intenção de encontrar velhos rolos de filmes de um cineasta pioneiro, uma jornada também interior, que o leva a descobrir um mundo dividido por guerras e ideologias.

## Elenco
- Harvey Keitel
- Erland Josephson
- Maia Morgenstern
- Thanasis Vengos
- Giorgos Mihalakopoulos
- Costas Santas
- Dora Volanaki
- Mania Papadimitriou
- Giorgos Konstas
- Thanos Grammenos
- Alekos Oudinotis
- Angel Ivanof
- Ljuba Tadic
- Vaggelis Liodakis
- Gert Llanaj